# Nicola Salvi
Nicola Salvi   (Roma, 6 d'agost de 1697 - Roma, 8 de febrer de 1751) va ser un arquitecte italià conegut per haver dissenyat la Fontana de Trevi.

## Obra
Va dirigir la seva activitat a l'arquitectura després d'haver realitzat estudis en matemàtiques i filosofia. Va ser deixeble d'Antonio Canevari, qui, com a arquitecte assessor del rei de Portugal, va marxar el 1728 a Lisboa deixant a Salvi a cures dels seus encàrrecs a Roma. Entre aquests es trobaven decoracions efímeres i petits projectes decoratius. A la ciutat, el patrocini per a obres de gran envergadura havia disminuït molt respecte a temps passats.
No obstant això, l'any 1732 van sorgir dos grans projectes arquitectònics a iniciativa del papa Climent XII: la terminació de la façana de la Sant Joan del Laterà i la realització d'una gran font pública al centre de la ciutat. Encara Salvi va participar en els dos concursos i els seus plans per a la Basílica Laterana van ser molt lloats, finalment es va encarregar de la mateixa Alessandro Galilei, un arquitecte de tendència classicista. No obstant això, Salvi va obtenir l'encàrrec de la Fontana de Trevi. El projecte va guanyar als d'arquitectes més prestigiosos com Ferdinando Fuga i Luigi Vanvitelli. El monument va ser construït amb marbre travertí, i iniciat per Pietro Bracci, autor de l'estàtua de Neptú, que no va arribar a acabar perquè li va sobrevenir la mort. La Fontana es va acabar de construir en 1747 després de vuit anys de treball.
Concebuda com una façana palauenca, tot i que en realitat correspon a una part secundària de l'edifici al qual s'adossa, la font destaca per la seva monumentalitat, fonent elements de la natura amb els ordres arquitectònics clàssics. El lloc on hauria de situar l'entrada principal l'ocupa una gran fornícula amb el déu Neptú, governant de les aigües, desplegant voltant una cascada de roques fingides, figures i sortidors. L'efecte il·lusori està tan ben ideat i executat que no han faltat veus que atribueixen la seva concepció al mateix Bernini, la influència en el disseny de Salvi sembla clara.
A part d'aquesta obra mestra, Nicola Salvi va deixar poques mostres del seu art. En 1738 els dominics de Viterbo li van encarregar la reconstrucció de l'església de Santa Maria in gradi; en 1742 va dissenyar, en col·laboració amb Luigi Vanvitelli, la capella de sant Joan Baptista a Sant Antoni dels Portuguesos, que després de ser beneïda per Benet XIV va ser enviada per vaixell i tornada a muntar a l'església de sant Roc de Lisboa.
A causa de la seva poca salut, va haver de renunciar a substanciosos projectes que li van ser oferts. L'any 1745 va ser admès a la Congregazione dei Virtuosi al Pantheon, una de les acadèmies artístiques més prestigioses del món.